# Эбервейн, Карл
Франц Карл Адальберт Эбервейн (нем. Franz Carl Adalbert Eberwein; 10 ноября 1786— 2 марта 1868) — немецкий композитор и музыкант-скрипач, капельмейстер, дирижёр.

## Биография
Сын Александра Бартоломеуса Эбервейна (1751—1811), музыканта Веймарского герцогского двора. Первые уроки музыки получил у отца. Поступил в герцогский оркестр в Веймаре сначала как флейтист, а затем как скрипач (1803). Благодаря этому познакомился с Гёте, по рекомендации которого два года учился в Берлине у Карла Цельтера.
Жил в Веймаре, где служил придворным музыкантом. С 1818 года возглавлял городскую церковную капеллу. Камервиртуоз-скрипач.
В 1826—1849 годах дирижировал в оперном театре. Позже К. Эбервейн управлял домашней капеллой и находился в дружеских отношениях с Гёте, на тексты которого он написал много песен, а также музыку к «Фаусту» и «Прозерпине». Гёте неоднократно упоминает его в своей переписке.
К. Эбервейн — автор трёх опер, музыки к «Леоноре» Голтея, концерта для флейты с оркестром, кантат, струнных квартетов и др.
Его брат Траугот Максимилиан (1775—1831) также был композитором.